# Rhypotoses ruficeps
Rhypotoses ruficeps är en fjärilsart som beskrevs av George Francis Hampson 1896. Rhypotoses ruficeps ingår i släktet Rhypotoses och familjen tofsspinnare. Inga underarter finns listade.